# Florian Faure
Pour les articles homonymes, voir Faure.

a Compétitions nationales et continentales officielles uniquement.

b Matchs officiels uniquement.
Dernière mise à jour le 25 octobre 2017.
Florian Faure, né le 26 mars 1983, est un joueur de rugby à XV évoluant au poste de troisième ligne (1,94 m pour 112 kg).

## Clubs successifs
- UATF-Tullins
- Jusqu'en 2005 : FC Grenoble
- 2005-2009 : Castres olympique
- 2009-2012 : Biarritz olympique
- 2012-2015 : FC Grenoble
- 2015-2017 : US Oyonnax

Après 15 ans au plus haut niveau, Florian Faure arrête sa carrière professionnelle en 2017.
En juin 2009, il participe à la tournée des Barbarians français en Argentine pour affronter le Rosario Invitación XV puis les Pumas,. Les Baa-Baas l'emportent 54 à 30 contre Rosario puis s'inclinent 32 à 18 contre l'Argentine à Buenos Aires.

## Palmarès
- Champion de France de Pro D2 2017

## En club
- Vainqueur du Challenge européen : 2012

## En selections national
- International France A : 2 sélection en 2006 (Irlande A,Tonga).
- International -21 ans : 4 sélections en 2004 (Irlande, Italie, Pays de Galles, Écosse).